# Andersson Peaks
Die Andersson Peaks sind ein 534 m hoher Berg mit Doppelgipfel an der Nordküste Südgeorgiens im Südatlantik. Er ragt nördlich des Mount Hodges und nordwestlich des Bore Valley auf der Thatcher-Halbinsel auf. Er dient als Orientierungspunkt für die Wanderung von Grytviken zum Carr Valley.
Das UK Antarctic Place-Names Committee benannte ihn 2015 nach Johan Gunnar Andersson (1874–1960), stellvertretender Leiter der Schwedischen Antarktisexpedition (1901–1903) unter Otto Nordenskjöld und Erstbegeher der Strecke von der Bucht Maiviken durch das Bore Valley nach Grytviken, die unterhalb des Bergs verläuft.